# Hieronim Dobrowolski

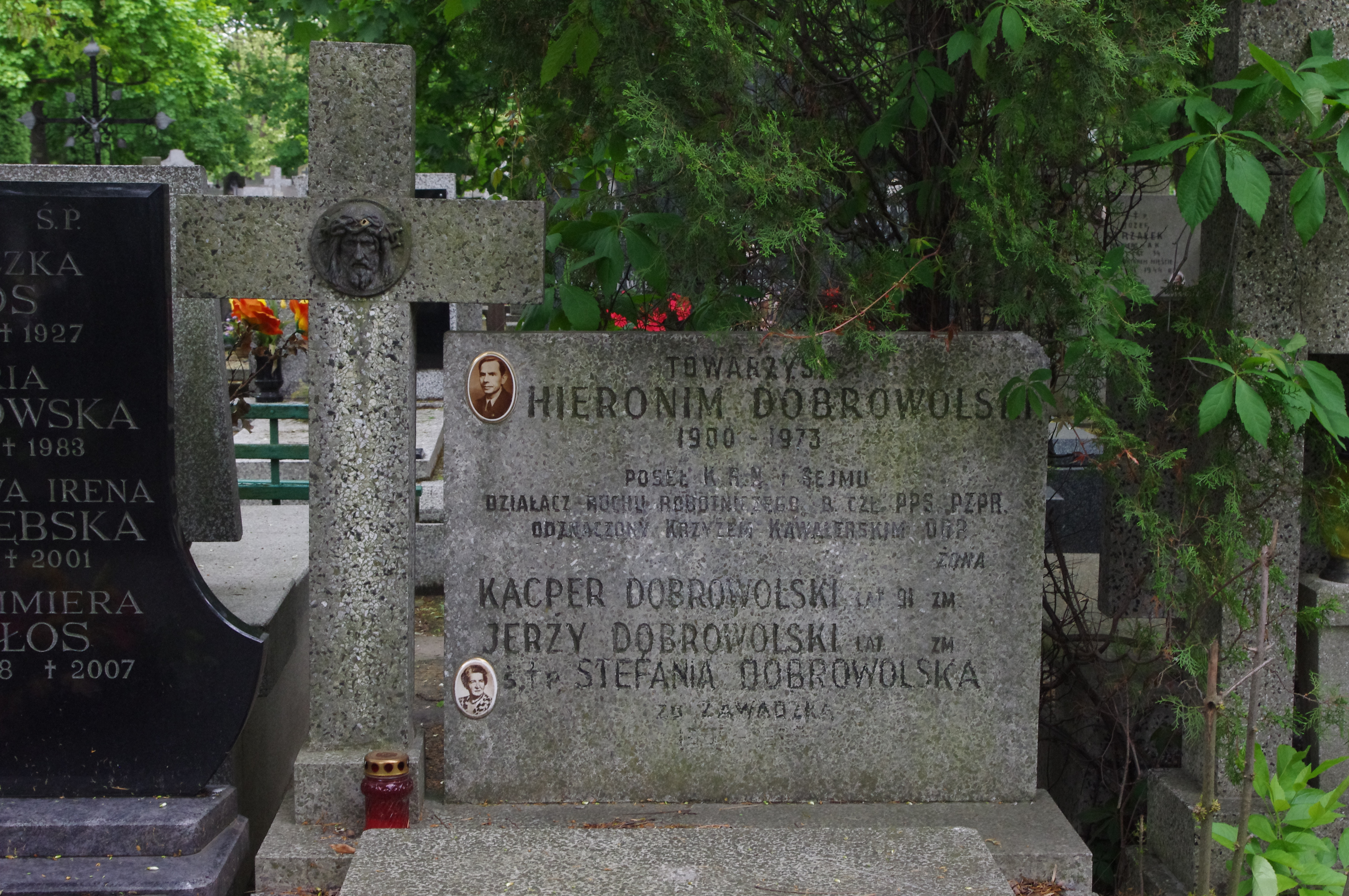
Grób polityka Hieronima Dobrowolskiego na cmentarzu Bródnowskim w Warszawie

Hieronim Dobrowolski (ur. 9 sierpnia 1900 w Warszawie, zm. 1973 tamże) – polski polityk, działacz ruchu robotniczego.
Był uczestnikiem trzeciego powstania śląskiego, a we wrześniu 1939 brał udział w obronie Warszawy. Był posłem Krajowej Rady Narodowej (1943-1947) oraz w Sejmie Ustawodawczym 1947-1952 z listy Polskiej Partii Socjalistycznej, członek Polskiej Zjednoczonej Partii Robotniczej.
Odznaczony Krzyżem Kawalerskim Orderu Odrodzenia Polski. Pochowany na cmentarzu Bródnowskim w Warszawie.